# Absent Friend
"Absent Friend" ("Amigo Ausente") foi a canção que representou a Suécia no Festival Eurovisão da Canção 1965 que teve lugar me Nápoles em 20 de março desse ano.
A referida canção foi interpretada em inglês (foi a primeira vez que a Suécia levava uma canção não interpretada na língua nativa, o que motivou muitos protestos por parte de outros países, o que levou a que fosse criada uma regra que obrigava que cada país enviasse uma canção na sua língua nativa, esta regra vigoraria até 1972) pelo cantor de ópera Ingvar Wixell.. De referir que ele vencera o Melodifestivalen com a canção "Annorstädes vals" que foi modificado na Eurovisão para "Absent Friend". A versão original alcançou o 9,º lugar do top sueco: o Svensktoppen, em 17 de abril de 1965.
Foi a décima canção a ser interpretada na noite do festival, a seguir à canção monegasca "Va dire á l'amour", interpretada por Marjorie Noël e antes da canção francesa "N'avoue jamais", cantada por Guy Mardel. Terminou a competição em 10.º lugar, com seis pontos. No ano seguinte, a Suécia foi representada pelo duo constituído por  Lill Lindfors e Svante Thuresson que interpretou o tema "Nygammal vals".

## Autores
- Letrista: Alf Henrikson
- Compositor: Dag Wirén
- Orquestrador: William Lind

## Letra
A canção é de estilo ópera (o cantor é um barítono) e fala da tristeza de se encontrar sozinho naquela noite, longe da pessoa amada e espera que ela também pense nele.